# Haplostomella sanamyani
Haplostomella sanamyani is een eenoogkreeftjessoort uit de familie van de Botryllophilidae. De wetenschappelijke naam van de soort is voor het eerst geldig gepubliceerd in 2004 door Marchenkov & Boxshall.